# اتحاد ماليزيا لكرة القدم
تأسس الاتحاد الماليزي لكرة القدم في عام 1933م وانضم إلى الاتحاد الدولي لكرة القدم في 1956م ثم انضم إلى الاتحاد الآسيوي لكرة القدم في 1954م.